# Dan Ariely

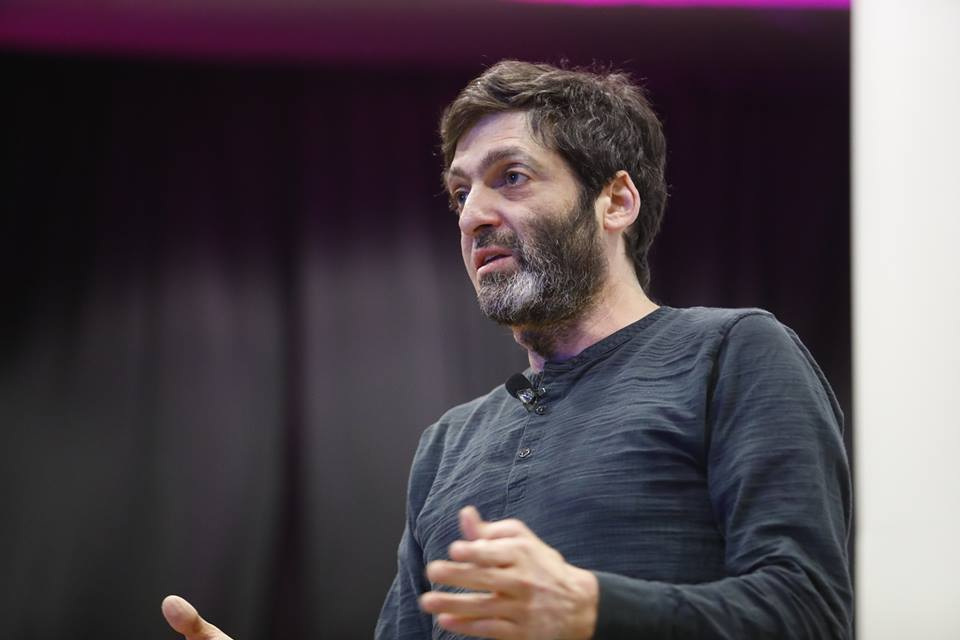
Dan Ariely (2019)

Dan Ariely (* 29. April 1967 in New York City) ist ein US-amerikanisch-israelischer Psychologe und Hochschullehrer. Er lehrt und forscht seit 2008 als Professor für Psychologie und Verhaltensökonomik an der Duke University. Seine Bücher sind weltweit erfolgreich. Seit 2021 haben viele Forscher die Qualität seiner wissenschaftlichen Arbeit in Zweifel gezogen, spätestens ab 2023 ist von nachweisbarer Datenmanipulation die Rede.

## Werdegang
Ariely wuchs ab dem dritten Lebensjahr in Ramat haScharon in Israel auf.
Er doktorierte 1996 in Kognitiver Psychologie an der University of North Carolina at Chapel Hill sowie 1998 in Betriebswirtschaftslehre an der Duke University.
Von 1998 bis 2008 lehrte er am Massachusetts Institute of Technology, als Alfred P. Sloan Professor für Verhaltensökonomie an der MIT Sloan School of Management.
Seit 2008 lehrt er als James B. Duke Professor of Psychology and Behavioral Economics an der Duke University.

## Forschung
Dan Ariely beschäftigt sich mit Irrationalität. Aufmerksamkeit erregte eine Studie über die Vermögensverteilung. Die gemeinsam mit Michael Norton 2011 veröffentlichte Studie verglich die Ansichten über Vermögensverteilung mit der realen Verteilung: Er verglich die von US-Amerikanern geschätzte, von ihnen als ideal angesehene sowie die tatsächliche Vermögensverteilung. Das Ergebnis zeigt die folgende Grafik:
Von links nach rechts in Gruppen je 20 % der Gesamtbevölkerung: vermögendstes Quintil bis ärmstes Quintil der Bevölkerung. Die beiden ärmsten Quintile sind bei der tatsächlichen Verteilung aufgrund des geringen Wertes (viertes Quintil 0.2 %, fünftes Quintil 0,1 %) nicht sichtbar.
Die Untersuchung ergab, dass die ideale Vermögensverteilung von der geschätzten Vermögensverteilung und von der tatsächlichen Vermögensverteilung erheblich abweicht. Als ideal angesehen würde demnach, dass die reichsten 20 % etwas mehr als 30 % besitzen. Tatsächlich besitzen die reichsten 20 % der US-Amerikaner jedoch 85 % des Vermögens. Entsprechend sollten die ärmsten 40 % (120 Millionen US-Amerikaner) idealerweise zwischen 25 und 30 % besitzen und nicht nur die geschätzten 8 bis 10 %. Tatsächlich besitzen die ärmsten 40 % allerdings nur 0,3 % des Vermögens.
Im Jahr 2021 wurde bekannt, dass zumindest eine Publikation von Ariely offenbar auf gefälschten Daten beruhte. 
Insbesondere die sogenannte Ehrlichkeitsstudie von 2012 steht unter Verdacht, von ihm gefälscht worden zu sein.
Seine Mitautoren zogen die Ergebnisse 2020 zurück.
Im August 2023 meldete eine amerikanische Versicherungsgesellschaft, die mit Ariely zusammengearbeitet hatte, weitere Fälschungsvorwürfe. Demnach hat Ariely das von der Gesellschaft übermittelte Datenmaterial manipuliert und erst auf Basis dieser Verfälschungen seine Resultate erarbeitet.

## Schriften (Auswahl)
- Predictably Irrational. The Hidden Forces That Shape Our Decisions (2008); deutsch: Denken hilft zwar, nützt aber nichts. Warum wir immer wieder unvernünftige Entscheidungen treffen. Übersetzt von Maria Zybak und Gabriele Gockel. Knaur, München 2008, ISBN 978-3-426-78035-0.
- Denken hilft zwar, nützt aber nichts. Warum wir immer wieder unvernünftige Entscheidungen treffen. Droemer-Knaur, München 2010.
- The Upside of Irrationality. The Unexpected Benefits of Defying Logic at Work and at Home (2010); deutsch: Wer denken will, muss fühlen. Die heimliche Macht der Unvernunft. Übersetzt von Gabriele Gockel und Maria Zybak. Knaur, München 2012, ISBN 978-3-426-78424-2.
- The Honest Truth About Dishonesty (2012); deutsch: Die halbe Wahrheit ist die beste Lüge: Wie wir andere täuschen – und uns selbst am meisten, Übersetzt von Gabriele Gockel und Maria Zybak. Droemer, München 2012, ISBN 978-3-426-27598-6.[8]

## Filme
- (Dis)Honesty: The Truth About Lies (2015)